# Johnny Lion
Pour les articles homonymes, voir Lion (homonymie).
Johnny Lion, pseudonyme de John van Leeuwarden, né le 4 juillet 1941 à La Haye et mort le 31 janvier 2019 à Bréda, est un chanteur néerlandais.

## Biographie

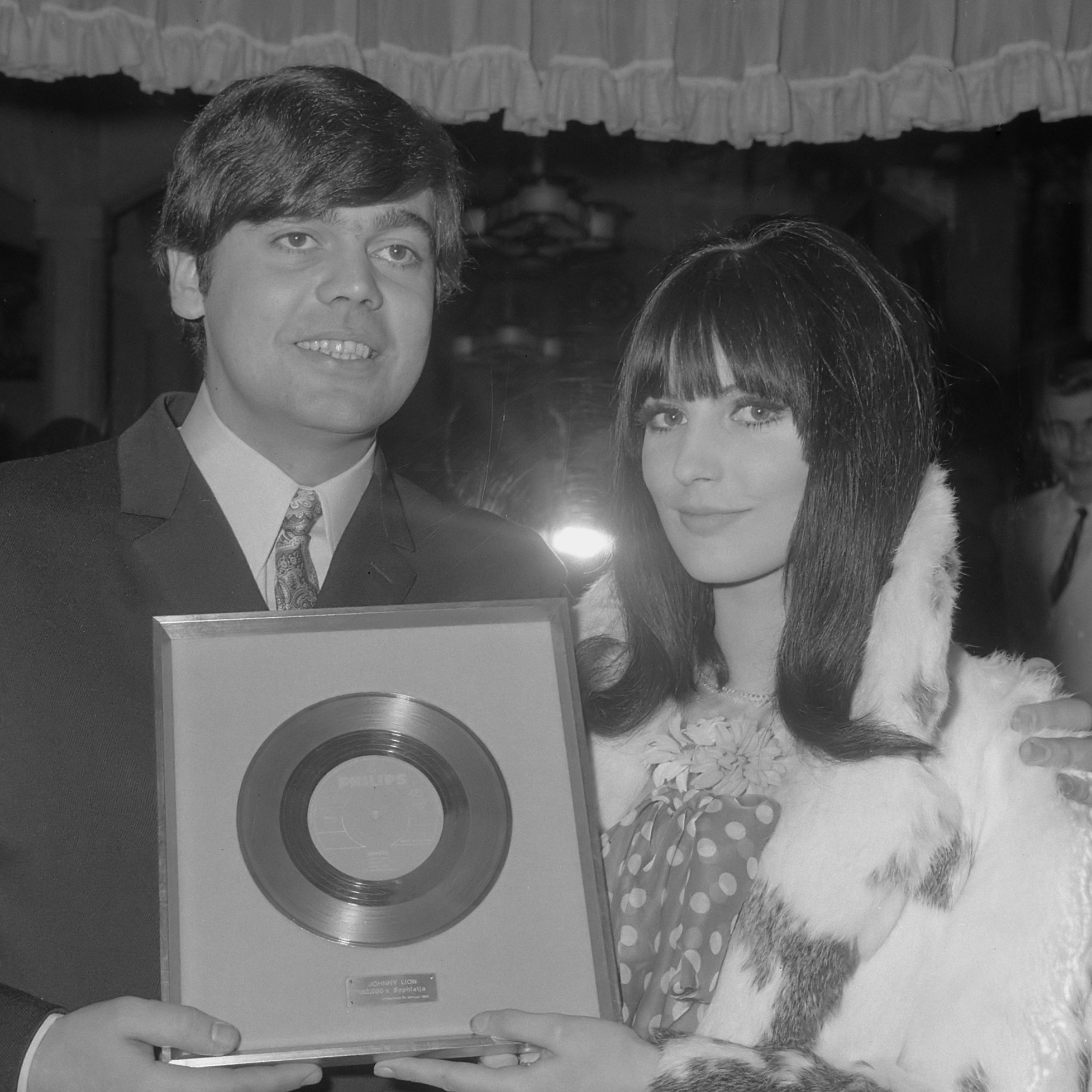
Johnny Lion et Sophie van Kleef en 1966.

En 1959 il fonde le groupe Johnny & His Jewels, rebaptisé plus tard The Jumping Jewels, avec quelques amis d'école. Leur modèle musical est le chanteur britannique Cliff Richard et le groupe The Shadows.
Après des tensions au sein du groupe, il quitte le groupe et commence une carrière solo. Son premier single Sophietje, dédié à sa petite amie, se classe à la cinquième place des charts néerlandais.
Il est également chroniqueur dans l'hebdomadaire Panorama et travaille comme journaliste pour divers magazines et journaux.
Il meurt le 31 janvier 2019 à Bréda à l'âge de 77 ans.